# Socoltenango (kommun)
Socoltenango är en kommun i Mexiko.   Den ligger i delstaten Chiapas, i den sydöstra delen av landet, 800 km sydost om huvudstaden Mexico City.
Följande samhällen finns i Socoltenango:
- Socoltenango
- Tzinil
- Emiliano Zapata
- Chihuahua
- Nuevo Chejel
- El Banco
- San Vicente Pauchil Chanival
- Francisco Villa
- Lázaro Cárdenas
- Jorge de la Vega Domínguez
- Doctor Belisario Domínguez
- El Sabinal
- Unión Guadalupe
- Abasolo
- San Antonio el Sauzal
- Nueve de Marzo
- Nueva Reforma Agraria
- El Bajío San Lazarito
- Anexo las Rosas de Guadalupe
- Miramar
- La Planada
- Constitución 27
- Nuevo Zacoalpa
- Doctor Samuel León Brindis
- San Agustín el Porvenir
- San Antonio Copalar
- Nuevo Tamaulipas